# Massacre de Široki Brijeg

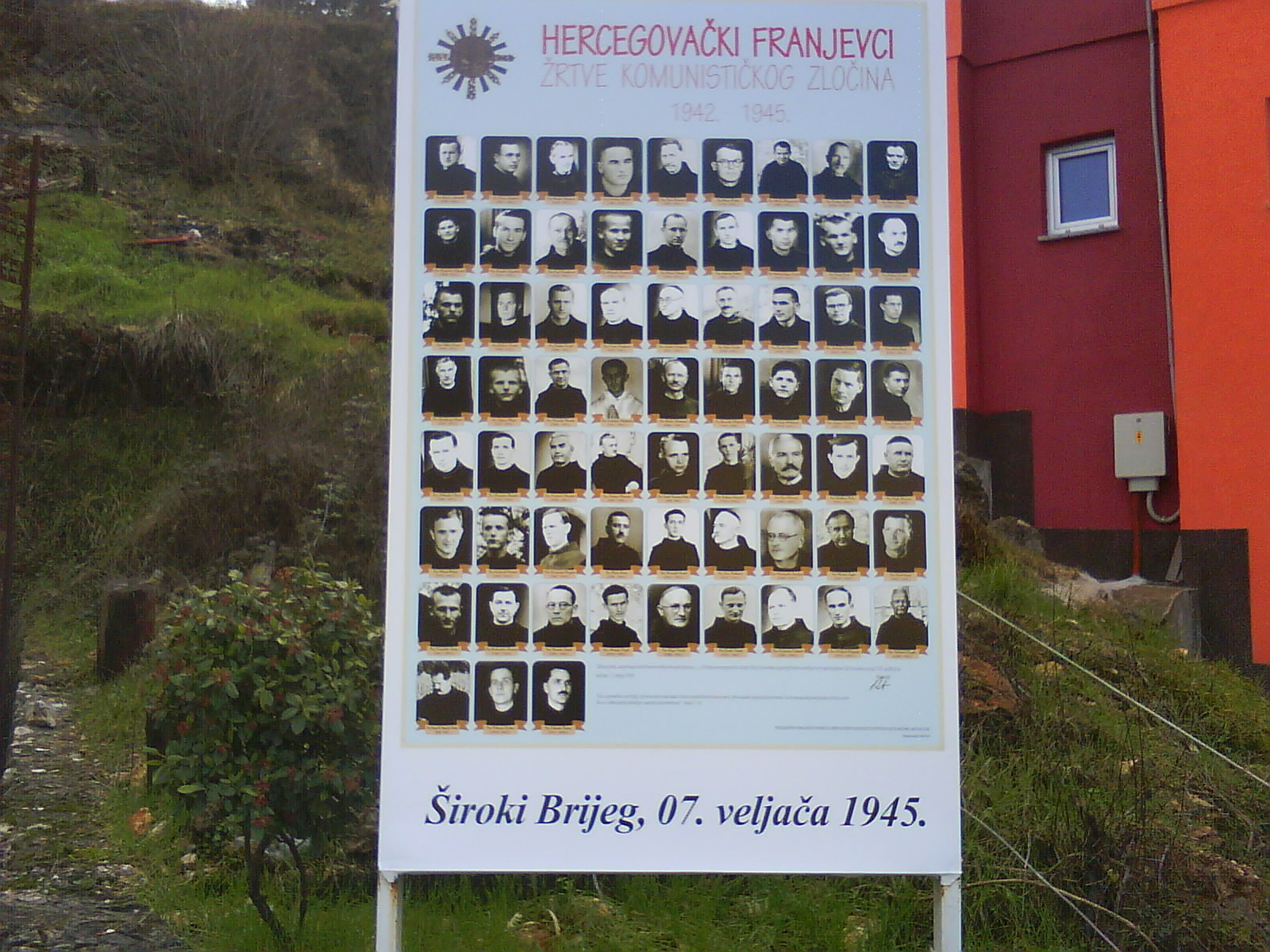
Affiche sur le site de Široki Brijeg montrant le portrait de 66 franciscains "victime des crimes communistes" entre 1942 et 1945

Le Massacre de Široki Brijeg (Širokobriješki pokolj) désigne le massacre d'un groupe de 28 franciscains (capucins) exécutés dans une grotte voisine du couvent de Široki Brijeg en Bosnie-Herzégovine le 7 février 1945 par les Partisans (communistes).

## Perceptions différentes
Selon les Partisans, il s'agissait de criminels de guerre alliés des Oustachis de l'État indépendant de Croatie. Plusieurs gardiens de camp, comme le criminel Petar Brzica, gardien du camp d'extermination de Jasenovac, avaient fait leurs études dans ce couvent et appartenaient à la « Grande Fraternité des Croisés », dirigée par les Franciscains.
Les Franciscains présentent au contraire ces 28 moines franciscains comme des martyrs chrétiens que les communistes auraient voulu forcer à abjurer leur foi. En 1991 les Franciscains ont déposé auprès du Vatican une demande de béatification pour ces 28 moines. Cette demande n'a reçu aucune réponse jusqu'à aujourd'hui.

## Noms
Les noms des moines sont : Bruno Adamcik, Marko Barbaric, Jozo Bencum, Marko Dragicevic, Miljenko Ivankovic, Andrija Jelcic, Rudo Juric, Fabijan Kordic, Viktor Kosir, Tadija Kozul, Krsto Kraljevic, Stanko Kraljevic, Zarko Leventic, Bonifacije Majic, Stjepan Majic, Arkandeo Nuic, Borislav Pandzic, Kresimir Pandzic, Fabijan Paponja, Nenad Venancije Pehar, Melhior Prlic, Ludovik Rados, Leonard Rupcic, Mariofil Sivric, Ivo Sliskovic, Kornelije Susac, Dobroslav Simovic, Radoslav Vuksic, Roland Zlopasa et Leopold Augustin Zubac.